# Тускляк большой
Тускляк большой (лат. Amara aulica) — вид тускляков из семейства жужелиц и подсемейства харпалин (Harpalinae).

## Описание
Жук длиной от 11 до 14 мм. Взрослый жук встречается с июля по октябрь.

## Распространение
Тускляк большой населяет Европу и Азию, интродуцирован в Северную Америку.

## Галерея

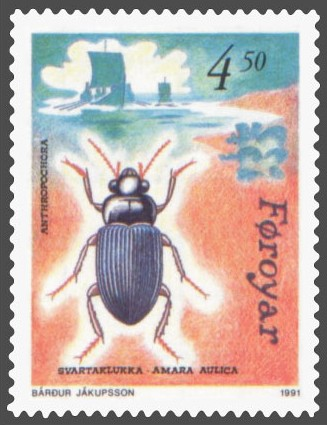
Марка с тускляком большим